# 諾里爾斯克
諾里爾斯克（羅馬化：Norilsk）是俄羅斯克拉斯諾亞爾斯克邊疆區的一個城市，位於泰梅爾半島上。2002年人口為134,832人。1935年建城，1953年建市。2001年被宣佈為保密行政區。2005年塔爾納赫併入。

## 历史
诺里尔斯克是一座矿业城市，在斯大林时期建立了大量的劳改营，随后发生多起囚犯暴动事件，尤以1953年的暴动为甚。
2020年，諾里爾斯克發電廠發生嚴重漏油意外，總統弗拉基米爾·普京對宣佈國家進入緊急狀態。

## 友好城市
- 俄羅斯米努辛斯克

## 外部連結
- MMC Norilsk Nickel（页面存档备份，存于）
- Norilsk portal（页面存档备份，存于）
- . 美國宇航局地球天文台（英语：NASA Earth Observatory）.   [2006-05-01]. （原始内容存档于2006-10-01）.